# Manufacturer Supplier Relationship
Manufacturer Supplier Relationship (MSR, dt. Hersteller-Zulieferer-Beziehung) war ein gemeinsames Projekt mehrerer Unternehmen der deutschen Automobilindustrie und ihrer Zulieferer, um die Zusammenarbeit bei der Entwicklung von Elektroniksystemen für den Einsatz im Automobil zu verbessern. Ziel war 1990 die Beschreibung methodischer Arbeitsweisen sowie die Realisierung einer strukturierten, werkzeugunterstützten Schnittstelle zwischen den Entwicklungspartnern. Hierbei wurde die systematische Dokumentation der Elektronikanteile des Fahrzeugs in den Vordergrund gestellt. Im Rahmen des Projekts wurden mehrere Werkzeug-Prototypen entwickelt und in Pilotprojekten verifiziert. 
Es wurden auf SGML und später XML basierende Standards für die Beschreibung von Automobilelektronik definiert und für den Austausch von Dokumenten verwendet. Diejenigen Standards, die sich im Alltag bewährt haben, wurden 2001 in den ASAM e.V. überführt.

## Beteiligte Unternehmen
- BMW AG
- Daimler-Benz AG
- Hella KGaA Hueck & Co.
- Dr. Ing. h. c. F. Porsche AG
- Robert Bosch GmbH
- Siemens AG
- VDO Adolf Schindling AG